# Yuanlin
Yuanlin (chinesisch 員林市, Pinyin Yuánlín Shì) ist eine Kreisstadt mit etwa 125.000 Einwohnern im Landkreis Changhua in der Republik China auf Taiwan.

## Lage
Yuanlin liegt im Binnenland an der Ostgrenze des Landkreises Changhua in der gleichnamigen Changhua-Ebene. Das Stadtgebiet umfasst 40,0380 km². Die Nachbargemeinden sind (von Norden gegen den Uhrzeigersinn): Fenyuan, Dacun, Puxin, Yongjing, Shetou sowie im benachbarten Landkreis Nantou die Stadt Nantou.

## Klima
In Yuanlin herrscht ein subtropisches Monsunklima. Die mittlere Jahrestemperatur liegt bei 23,1 °C und schwankt jahreszeitlich zwischen ungefähr 16–17 °C im Januar/Februar und 28–29 °C im Juli/August (Daten aus den Jahren 2004–2008). Der Jahresniederschlag liegt bei durchschnittlich etwa 1620 mm, kann aber zwischen den Jahren erheblich variieren. Die regenreichsten Monate sind Mai bis September.

## Geschichte
Die Ureinwohner der Gegend waren austronesische Ethnien (Pingpu, 平埔族, „Völker der Ebenen“). Beginnend mit der Regierungszeit Kaiser Kangxis (1661–1722) wanderten Han-Chinesen in größerer Zahl aus den Provinzen Fujian und Guangdong in das Gebiet des heutigen Landkreises Changhua ein. Die Siedlung Yuanlin wurde von diesen Einwanderern im 18. Jahrhundert gegründet. Das genaue Gründungsjahr ist nicht überliefert.
Nachdem Taiwan im Jahr 1945 zur Republik China gekommen war, erhielt Yuanlin den Status einer Stadtgemeinde (鎮,  Zhèn) im Landkreis Changhua. In den folgenden Jahrzehnten wuchs die Bevölkerung stark an. Beim ersten Zensus im Jahr 1946 wurden 37.999 Einwohner gezählt. Im Jahr 1953 wurde die Marke von 50.000-Einwohnern überschritten und ab dem Jahr 1979 hatte Yuanlin über 100.000 Einwohner. Der bisherige Höchststand wurde mit 127.284 Einwohnern im Jahr 2003 erreicht. Seitdem nimmt die Bevölkerung tendenziell wieder leicht ab. Durch die Novelle des „Gesetzes über die lokalen Institutionen“ vom 17. Juni 2015 wurden die Kriterien zur Erlangung des Stadt-Status gelockert und die Mindesteinwohnerzahl auf 100.000 Einwohner anstatt zuvor 150.000 festgesetzt. Infolgedessen erhielt Yuanlin mit Wirkung vom 8. August 2015 den Status einer Stadt (市, Shì).

## Einwohner
Im Jahr 2004 fanden zwei Befragungen statt, in der sich die Bewohner selbst in Volksgruppen oder Identitäten einstufen konnten. In der ersten Befragung war nur eine Antwort möglich, in der zweiten konnten mehrere Antworten angekreuzt werden. Die erste Befragung ergab das folgende Ergebnis: 7 % Hakka (davon 5,1 % Taiwaner und 1,9 % Waishengren), 85,1 % Hoklo (福佬人), 6,2 % Waishengren („Festlandchinesen“), 1,8 % keine Angabe. Die zweite Befragung (mehrere Antworten möglich) ergab das folgende Bild: Hakka 29,9 % (davon 22,9 % Taiwaner und 7,0 % Waishengren), 91,8 % Hoklo, 7,9 % Waishengren („Festlandchinesen“), 1,0 % Andere, 1,8 % keine Angabe.

## Verwaltungsgliederung
Yuanlin ist in 41 Stadtteile (里, Lǐ) untergliedert.

## Verkehr

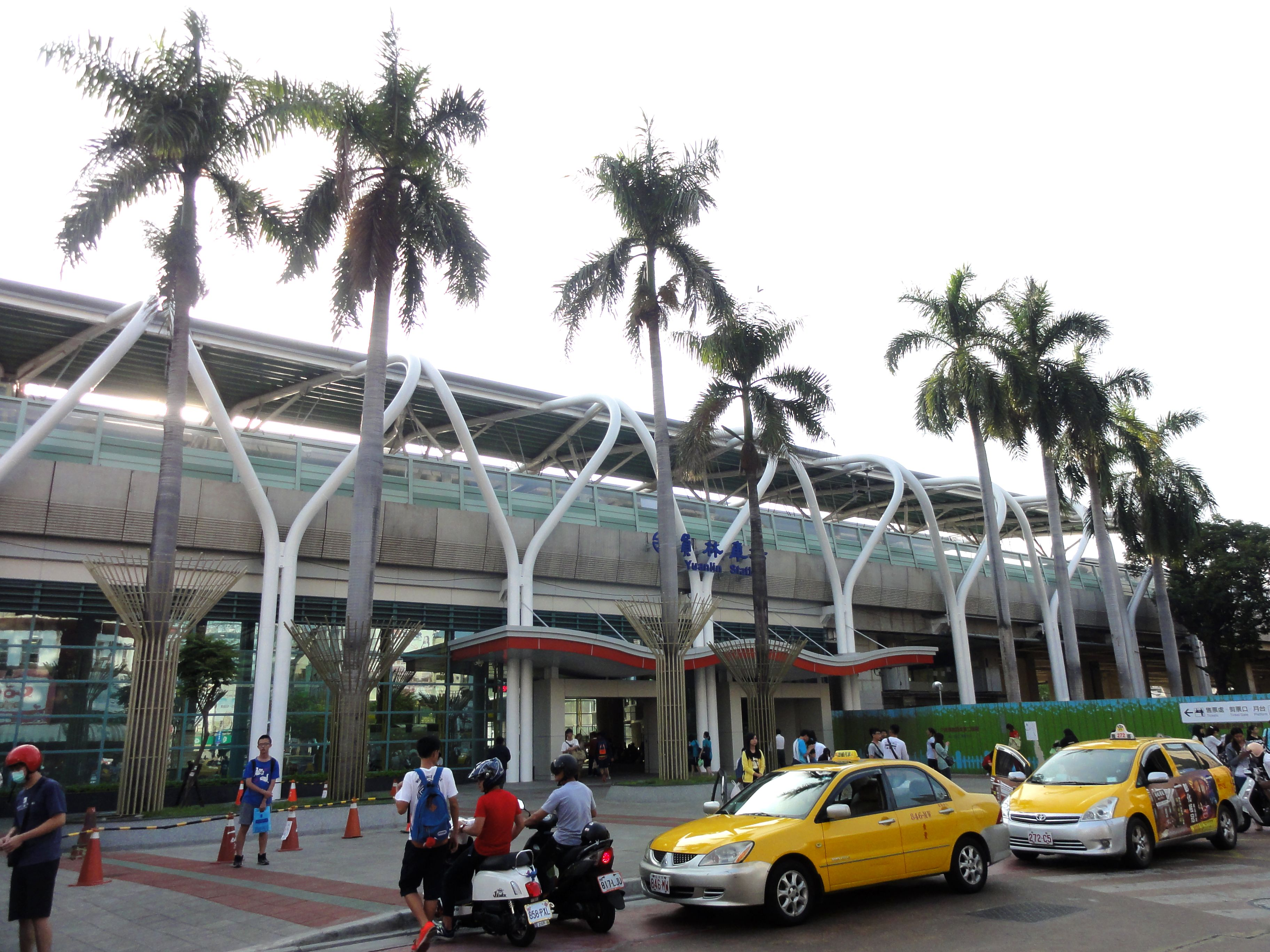
Bahnhof von Yuanlin

In Yuanlin befindet sich ein Haltebahnhof der Westlichen Linie (縱貫線) der Taiwanischen Eisenbahn. Yuanlin ist von zwei in Nord-Süd-Richtung verlaufenden Autobahnen flankiert: im Westen der Nationalstraße 1 und im Osten der Nationalstraße 3. Beide Autobahnen werden durch den südlich der Stadt verlaufenden Autobahnzubringer 76 miteinander verbunden.

## Wirtschaft
Yuanlin ist Firmensitz des Fahrradherstellers Merida.

## Bildungseinrichtungen
In Yuanlin befindet sich die 1969 gegründete Chung-Chou-Universität für Wissenschaft und Technik (中州科技大學).

## Sehenswürdigkeiten

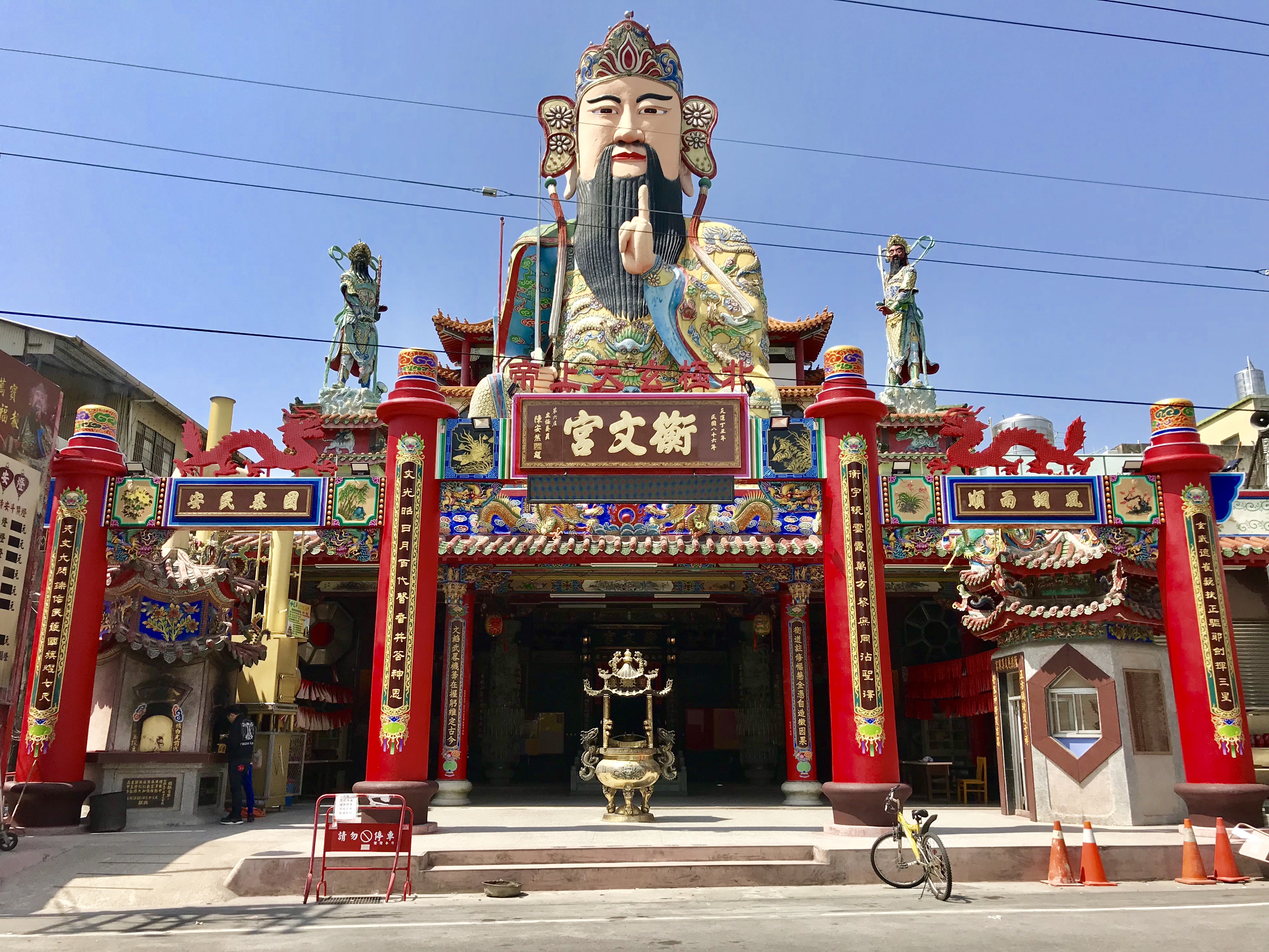
Hengwen-Tempel

In Yuanlin befinden sich mehrere taoistische und konfuzianische Tempel (‘Wenchang-Tempel’ 文昌祠, ‘Matsu-Tempel’ 媽祖宮, ‘Guangning-Tempel’ 廣寧宮, ‘Hengwen-Tempel’ 衡文宮 u. a. m.).